# العلاقات الماليزية الكورية الشمالية
العلاقات الماليزية الكورية الشمالية (بالملايو: Hubungan Korea Utara–Malaysia؛ بالكورية: 말레이시아–조선민주주의인민공화국 관계) مصطلح يشير إلى العلاقات الخارجية بين ماليزيا وكوريا الشمالية. دولة ماليزيا لديها سفارة في عاصمة كوريا الشمالية بيونغ يانغ، وأيضاً كوريا الشمالية لديها سفارة في العاصمة الماليزية كوالالمبور.
بدأت العلاقات بين البلدين في التدهور في أوائل عام 2017 في بعد حادثة مقتل كم جونغ نام الأخ غير الشقيق لزعيم كوريا الشمالية كيم جونغ أون في مطار كوالالمبور الدولي في ماليزيا. ومع ذلك، بعد القمة المشتركة بين الكوريتين في أبريل 2018 وقمة كوريا الشمالية والولايات المتحدة 2018، أظهرت كوريا الشمالية أنها تتجه نحو السلام، وقالت ماليزيا إنها ترحب بهذه الخطوة وستقوم بإعادة فتح سفارتها في كوريا الشمالية لاستئناف العلاقات لإنهاء الخلاف الدبلوماسي حول حادثة الاغتيال.

## التاريخ
بدأت العلاقات بين البلدين في 30 يونيو 1973. كان هذا جزءًا من حملة أوسع من كوريا الشمالية لتعزيز علاقاتها مع العالم النامي.
تم افتتاح سفارة كوريا الشمالية في كوالالمبور عام 1974 وأرسلت ماليزيا أول سفير لها إلى كوريا الشمالية عام 2004.
تحسنت العلاقات بين البلدين، وفي عام 2009 أصبحت ماليزيا أول دولة يستطيع مواطنوها السفر إلى كوريا الشمالية بدون تأشيرة. في عام 2013، حصل المرشد الأعلى لكوريا الشمالية كيم جونغ أون على الدكتوراه الفخرية من جامعة هيلب، وهي جامعة ماليزية.

## اغتيال كم جونغ نام في ماليزيا
في 13 فبراير 2017، قُتل كيم جونغ نام، الأخ غير الشقيق لكيم جونغ أون، في ماليزيا في عملية اغتيال. أدى ذلك إلى تصعيد سريع للتوترات.
أجرت السلطات الماليزية تشريح الجثة مما أدى إلى معارضة من كوريا الشمالية. قالت حكومة كوريا الشمالية إنها ستعارض أي نتيجة للتشريح، مدعية أنها أجرتها على مواطنيها دون إذنهم، وأنها سترفع القضية إلى محكمة العدل الدولية. كما اتهمت كوريا الشمالية ماليزيا بالتواطؤ مع أعدائها. وجادل الجانب الماليزي بأن أي حوادث من هذا القبيل تحدث على أرض أي دولة تخضع لقوانين ذلك البلد، وشدد على ضرورة معرفة سبب الوفاة وتأكيد هوية المتوفى. بعد تعليقات سفير كوريا الشمالية كانغ تشول، تم استدعاؤه من قبل وزارة الخارجية الماليزية في 20 فبراير، بينما تم أيضًا استدعاء سفير ماليزيا في كوريا الشمالية.
بعد الكشف عن أن وفاة كيم كانت نتيجة غاز الأعصاب VX، وهو عامل أعصاب مصنف على أنه سلاح دمار شامل بموجب قرار مجلس الأمن التابع للأمم المتحدة 687 وحظره اتفاقية الأسلحة الكيميائية لعام 1993، هددت ماليزيا بطرد سفير كوريا الشمالية لدى ماليزيا، مشيرة إلى مزاعمه بالتواطؤ على أنها «وهمية». ثم أرسلت حكومة كوريا الشمالية وفداً رفيع المستوى إلى ماليزيا.
اعتبارًا من 6 مارس، ألغت ماليزيا تأشيرة - دخول بدون تأشيرة للكوريين الشماليين، متذرعة بـ «مشكلات أمنية» بعد حادث القتل. في 4 آذار / مارس، أُعلن سفير كوريا الشمالية كانغ تشول «شخص غير مرغوب فيه» وطُرد خلال الـ 48 ساعة التالية، وردت عليها كوريا الشمالية بالمثل. ردت السلطات الكورية الشمالية أيضًا في 7 مارس بمنع جميع المواطنين الماليزيين في كوريا الشمالية من دخول البلاد أو مغادرتها. وردت السلطات الماليزية بمنع المواطنين الكوريين الشماليين من دخول ماليزيا أو مغادرتها.
في 30 مارس، بعد مفاوضات بين الجانبين لإنهاء النزاع بينهما، سُمح لجميع الماليزيين الذين تقطعت بهم السبل في كوريا الشمالية والكوريين الشماليين في ماليزيا بالعودة إلى بلدانهم مع استلام حديث لرسالة من أسرة المتوفى تطلب رفات كيم. تمت إعادة الجثة إلى كوريا الشمالية بعد الانتهاء من تشريحها.
بعد فترة وجيزة من الاتفاق، قال رئيس الوزراء الماليزي نجيب رزاق إن حكومة ماليزيا ليس لديها نية لقطع العلاقات الدبلوماسية مع كوريا الشمالية وتعتبر أزمة الرهائن قد انتهت، على أمل ألا تلجأ كوريا الشمالية أبدًا إلى الإجراءات غير القانونية العمل ومخالفة القانون الدولي مرة أخرى لاحتجاز الرهائن.